# Aston University
Aston University är ett universitet i Birmingham i Storbritannien. Det grundades 1895 och har fungerat som ett universitet sedan 1966. 
Universitetet är känt för sina utbildningar inom industri, myndighet och handel. Professor Aleks Subic är rektor på universitetet sedan augusti 2022. Stadsdelen Aston ligger centralt i Birmingham och där bor cirka 14 000 studenter. 
Det rankas som ett av de 351–400 främsta lärosätena i världen i Times Higher Educations ranking av världens främsta lärosäten 2018. Det rankas även på 77:e plats över de 150 främsta unga (under 50 år) universiteten i världen 2018.